# Jordy Bruijn
Jordy Bruijn (Amsterdam, 23 juli 1996) is een Nederlands voetballer die bij voorkeur als middenvelder speelt. Hij verruilde Heracles Almelo in de zomer van 2025 voor Bali United.

## Clubcarrière

### Ajax
Bruijn begon met voetballen bij de amateurclub RKVV NAS. Spelend in de F1, werd hij ontdekt door de scouts van Ajax. Via stage-trainingen werd Bruijn in 2003 toegevoegd aan de jeugdopleiding van de Amsterdamse club. In 2009 werd hij uitgeroepen tot de beste speler van het prestigieuze MIC toernooi in Spanje, gevolgd door interesse van Arsenal. In 2013 was hij een vaste waarde op het middenveld van Ajax B1, waarmee hij uiteindelijk kampioen werd. Op 15 maart 2013 tekende hij zijn eerste profcontract bij Ajax, dat per juli 2013 inging en hem tot medio 2016 aan Ajax verbond. Door veel blessureleed kwam hij in de 2 jaren die volgden weinig aan spelen toe. Op 1 maart 2015 begon Bruijn aan een door Ajax opgesteld individueel programma om zo snel mogelijk voetbalfit bij Jong Ajax aan te sluiten. In de voorbereiding van het seizoen trainde Bruijn mee bij de A-junioren van Ajax, waarna hij aansloot bij de beloften.
Bruijn maakte op 6 november 2015 zijn debuut in de Eerste divisie tegen MVV Maastricht. Hij kwam een kwartier voor tijd het veld in als vervanger van Milan Vissie. Jong Ajax verloor de wedstrijd met 1−0 door een doelpunt in de slotminuten van Thomas Verheijdt. Door blessureleed kwam Bruijn hierna niet meer in actie voor Jong Ajax.

### sc Heerenveen
Bruijn tekende op 13 mei 2016 een contract voor een seizoen met een optie voor nog een seizoen bij sc Heerenveen. Zijn aflopende contract werd door Ajax niet verlengd. Hij verlengde in juli 2017 zijn contract bij Heerenveen tot medio 2019. Bij Heerenveen brak hij nooit echt door, hij kwam tot 33 wedstrijden, waarin hij tweemaal scoorde.

### N.E.C.
Op 31 januari 2019 werd bekend dat Bruijn voor de rest van het seizoen verhuurd werd aan N.E.C.. Een dag later maakte hij zijn debuut in de met 4-1 gewonnen thuiswedstrijd tegen Jong FC Utrecht. Op 23 februari scoorde hij zijn eerste doelpunt voor N.E.C. in het met 5-0 gewonnen thuisduel met Almere City. Dat halve jaar maakte hij indruk bij N.E.C., waar hij zestien wedstrijden speelde en tweemaal scoorde. 
Nadat hij een jaar bij SC Heerenveen amper aan spelen toekwam, trok hij in de zomer van 2020 definitief naar N.E.C. Hij tekende in Nijmegen een contract voor drie jaar. Daar werd hij meteen basisspeler, op een tweemansmiddenveld waar ook Edgar Barreto, Javier Vet en Dirk Proper vochten om een plekje. Bij afwezigheid van Rens van Eijden was Bruijn dat seizoen aanvoerder van N.E.C. Op 23 mei promoveerde Bruijn met N.E.C. naar de Eredivisie, door in de finale van de play-offs NAC Breda met 1-2 te verslaan. In die play-offs was Bruijn met één goal en twee assists zeer belangrijk.
Hij begon het Eredivisieseizoen als valse spits en hangende linksbuiten, maar werd na een paar wedstrijden weer teruggeschoven naar het middenveld. Op 2 oktober 2021 maakte hij zijn eerste doelpunt voor de N.E.C. in de Eredivisie, tegen Fortuna Sittard (1-3). De terugkeer in de Eredivisie betekende ook voor Bruijn zelf zijn beste seizoen in zijn carrière. Hij scoorde vijf keer en gaf drie assists in dertig wedstrijden. Ook zijn tweede seizoen begon hij sterk. Nadat hij de eerste speelronde had gemist door een blessure, scoorde hij de week erop als invaller tegen FC Volendam (4-1 overwinning) meteen zijn eerste doelpunt van het seizoen. Op 8 februari 2023 scoorde hij als invaller tweemaal in de 4-4 tegen Feyenoord voor de beker. Op 18 maart speelde hij als invaller zijn 100'ste wedstrijd voor N.E.C. in de 3-1 overwinning op RKC Waalwijk.
In maart 2023 werd bekend dat zijn aflopende contract bij N.E.C. niet verlengd had, hoewel hij een optie in zijn contract had. Op 25 april maakte hij de enige treffer tegen FC Groningen, om zo de drie punten binnen te halen. Uiteindelijk speelde Bruijn 107 wedstrijden voor N.E.C., waarin hij goed was voor 25 doelpunten en 15 assists.

### Safa SC
In juli 2023 vervolgde hij zijn loopbaan in Libanon bij Safa SC. Hij scoorde zes doelpunten en gaf drie assists in tien wedstrijden voor de winterstop, waaronder een hattrick tegen Sagesse SC. In januari 2024 werd zijn contract ontbonden nadat de club de doelstellingen voor de eerste seizoenshelft behaald had.

### Heracles Almelo
Bruijn vervolgde zijn loopbaan in januari 2024 bij Heracles Almelo waar hij een contract tot de zomer van 2026 ondertekende. Op 20 januari maakte hij tegen FC Volendam zijn debuut voor de club. Op 10 februari was hij tegen Vitesse goed voor zijn eerste goal en assist voor Heracles in een 3-2 overwinning. In zijn tweede seizoen was hij echter maar drie wedstrijden basisspeler, verder zat hij vooral op de bank. Hij kwam maar tot 25 wedstrijden in anderhalf jaar.

### Bali United
Op 18 augustus 2025 werd bekend dat Bruijn zijn carrière ging vervolgen bij Bali United, waar Johnny Jansen trainer was en hij landgenoten tegenkwam in Mike Hauptmeijer, Thijmen Goppel en Tim Receveur.

## Carrièrestatistieken
| Seizoen                         | Club            | Competitie      | Competitie | Competitie | Beker | Beker | Overig | Overig | Totaal | Totaal |
| Seizoen                         | Club            | Competitie      | Wed.       | Dlp.       | Wed.  | Dlp.  | Wed.   | Dlp.   | Wed.   | Dlp.   |
| ------------------------------- | --------------- | --------------- | ---------- | ---------- | ----- | ----- | ------ | ------ | ------ | ------ |
| 2015/16                         | Jong Ajax       | Eerste divisie  | 1          | 0          | 0     | 0     | 0      | 0      | 1      | 0      |
| 2016/17                         | sc Heerenveen   | Eredivisie      | 0          | 0          | 0     | 0     | 0      | 0      | 0      | 0      |
| 2017/18                         | sc Heerenveen   | Eredivisie      | 4          | 1          | 0     | 0     | 0      | 0      | 4      | 1      |
| 2018/19                         | sc Heerenveen   | Eredivisie      | 8          | 0          | 3     | 0     | 0      | 0      | 11     | 0      |
| 2018/19                         | → N.E.C.        | Eerste divisie  | 16         | 2          | 0     | 0     | 2      | 1      | 18     | 3      |
| 2019/20                         | sc Heerenveen   | Eredivisie      | 17         | 1          | 2     | 1     | 0      | 0      | 19     | 2      |
| 2020/21                         | N.E.C.          | Eerste divisie  | 34         | 11         | 2     | 1     | 3      | 1      | 39     | 13     |
| 2021/22                         | N.E.C.          | Eredivisie      | 28         | 5          | 2     | 0     | 0      | 0      | 30     | 5      |
| 2022/23                         | N.E.C.          | Eredivisie      | 19         | 2          | 1     | 2     | 0      | 0      | 20     | 4      |
| 2023/24                         | Safa SC         | Premier League  | 10         | 6          | 0     | 0     | 0      | 0      | 10     | 6      |
| 2023/24                         | Heracles Almelo | Eredivisie      | 14         | 1          | 0     | 0     | 0      | 0      | 14     | 1      |
| 2024/25                         | Heracles Almelo | Eredivisie      | 9          | 0          | 2     | 0     | 0      | 0      | 11     | 0      |
| 2025/26                         | Bali United     | Liga 1          | 0          | 0          | 0     | 0     | 0      | 0      | 0      | 0      |
| Carrière totaal                 | Carrière totaal | Carrière totaal | 160        | 29         | 12    | 4     | 5      | 2      | 175    | 35     |
| Bijgewerkt op 13 augustus 2025. |                 |                 |            |            |       |       |        |        |        |        |

## Interlandcarrière
Nederland onder 17
Bruijn werd op 3 september 2012 voor het eerst geselecteerd voor het Nederlands voetbalelftal onder 17. Hij zat bij de selectie voor de wedstrijden van het vriendschappelijk vierlandentoernooi in het Duitse Hannover. Na in de eerste wedstrijd tegen Duitsland niet tot speelminuten te zijn gekomen, volgde op 14 september 2012 Bruijns debuut tegen Israël. De wedstrijd eindigde in 1−1, met Bruijn die de hele wedstrijd speelde. Nederland werd uiteindelijk derde op het toernooi, achter runner-up Duitsland en winnaar Italië.
Nederland onder 18
Op 2 september 2013, bijna een jaar later, zat Bruijn voor de tweede keer bij de selectie van een Nederlands jeugdelftal. KNVB-coach Remy Reijnierse nam hem op in de 18-koppige selectie van Nederland onder 18 voor de oefeninterland tegen Schotland, welke plaatsvond op 9 september 2013. Bruijn kwam in de wedstrijd tegen de Schotten na rust het veld in als vervanger van Rewan Amin. De wedstrijd werd met 2−0 verloren.
| Jeugdinterlands van Jordy Bruijn | Jeugdinterlands van Jordy Bruijn | Jeugdinterlands van Jordy Bruijn | Jeugdinterlands van Jordy Bruijn | Jeugdinterlands van Jordy Bruijn | Jeugdinterlands van Jordy Bruijn |
| Team (№ interlands)              | Datum                            | Wedstrijd                        | Uitslag                          | Soort Wedstrijd                  | Doelpunten                       |
| Als speler bij Ajax              | Als speler bij Ajax              | Als speler bij Ajax              | Als speler bij Ajax              | Als speler bij Ajax              | Als speler bij Ajax              |
| -------------------------------- | -------------------------------- | -------------------------------- | -------------------------------- | -------------------------------- | -------------------------------- |
| Onder 17 (1.)                    | 14 september 2012                | Nederland - Israël               | 1 – 1                            | 4-landentoernooi 2012            |                                  |
| Onder 18 (1.)                    | 9 september 2013                 | Schotland - Nederland            | 2 – 0                            | Vriendschappelijk                |                                  |